# ملک‌آباد (مرودشت)
ملک‌آباد (مرودشت)، روستایی از توابع بخش درودزن شهرستان مرودشت در استان فارس ایران است.
این روستا سابقا در محلی که امروزه سد درودزن واقع شده است بوده که پس از احداث سد به زیر آب رفته و در محلی دیگر بازسازی شده.

## جمعیت
این روستا در دهستان رامجرد دو قرار دارد و براساس سرشماری مرکز آمار ایران در سال ۱۳۸۵، جمعیت آن ۸۰۰ نفر (۱۸۷خانوار) بوده‌است.